# Guys☆From The Earth
Guys☆From The Earth（ガイズ フロム ジ アース）は、日本の4人組のポップアーティストであり、性別、国籍、ジャンルを問わず、メンバー構成も固定化されていない異色の新ユニットである。所属事務所はブルーミングエージェンシー。

## 概要
- 2010年、宝塚歌劇団を退団した水夏希と、WOOKiとして音楽活動をしていた男性4人によって結成。デビューシングル「きっと夢がある」は、CSフジテレビ、DVDドラマ「SUMIRE LABO〜スミレ刑事の花咲く事件簿」のタイアップソング。
- 2011年、メンバーのTsukaCが脱退。初ライブとなった「SUMMER FESTIVAL 2011『Keep on』」は4人での出演となった。
- 2012年、個々の活動を優先するため、活動休止を発表し、公式ページが閉鎖。

## メンバー
Miz（ミズ 水夏希 8月16日 身長169cm A型）千葉県出身 メインボーカル
趣味：旅行、ドライブ、ダンス
DaiKi（ダイキ 4月16日 身長182cm B型）静岡県出身 ボーカル
趣味：サッカー、料理、ダンス
Karry（カリー 8月12日 身長175cm AB型）埼玉県出身 リードボーカル
趣味：映画鑑賞、曲作り、旅行
Spi（スピ 10月30日 身長186cm A型）神奈川県出身 リードボーカル
趣味：テニス、ダンス

### 過去のメンバー
TsuKaC（ツカシ 10月7日 身長179cm B型）北海道出身 ボーカル、ラップ
趣味：歌、Webデザイン、料理

## ディスコグラフィ

### シングル
- きっと夢がある （2011年3月16日 配信開始、ダウンロードによる配信のみ）
CSフジテレビ、DVDドラマ「SUMIRE LABO〜スミレ刑事の花咲く事件簿」タイアップソング。
- 立ち上がれ日本〜Hands Together〜 （2011年4月27日配信開始）
2011 世界陸上応援ソング　ゴールデングランプリ陸上川崎テーマソング
- Fortune （2011年7月27日 配信開始）

## 主な出演
ライブ・コンサート
- SUMMER FESTIVAL 2011 『Keep on』（2011年8-9月、SHIBUYA-AX、ダイアモンドホール、なんばHatch）

テレビ
- スミレ刑事の花咲く事件簿 episode0 （2011年3月27日、フジテレビTWO）

DVD
- スミレ刑事の花咲く事件簿 episode1〜4 （2011年5月2日 発売）

舞台
- スミレ刑事の花咲く事件簿 （2011年5月、国立劇場、森ノ宮ピロティホール、中京大学文化市民会館）

イベント
- 『ECC presents bjリーグ 2010-2011 シーズン プレイオフ ファイナル4』国歌独唱・ゲスト出演（2011年5月22日、有明コロシアム）